# Schloss Stetten (Remstal)

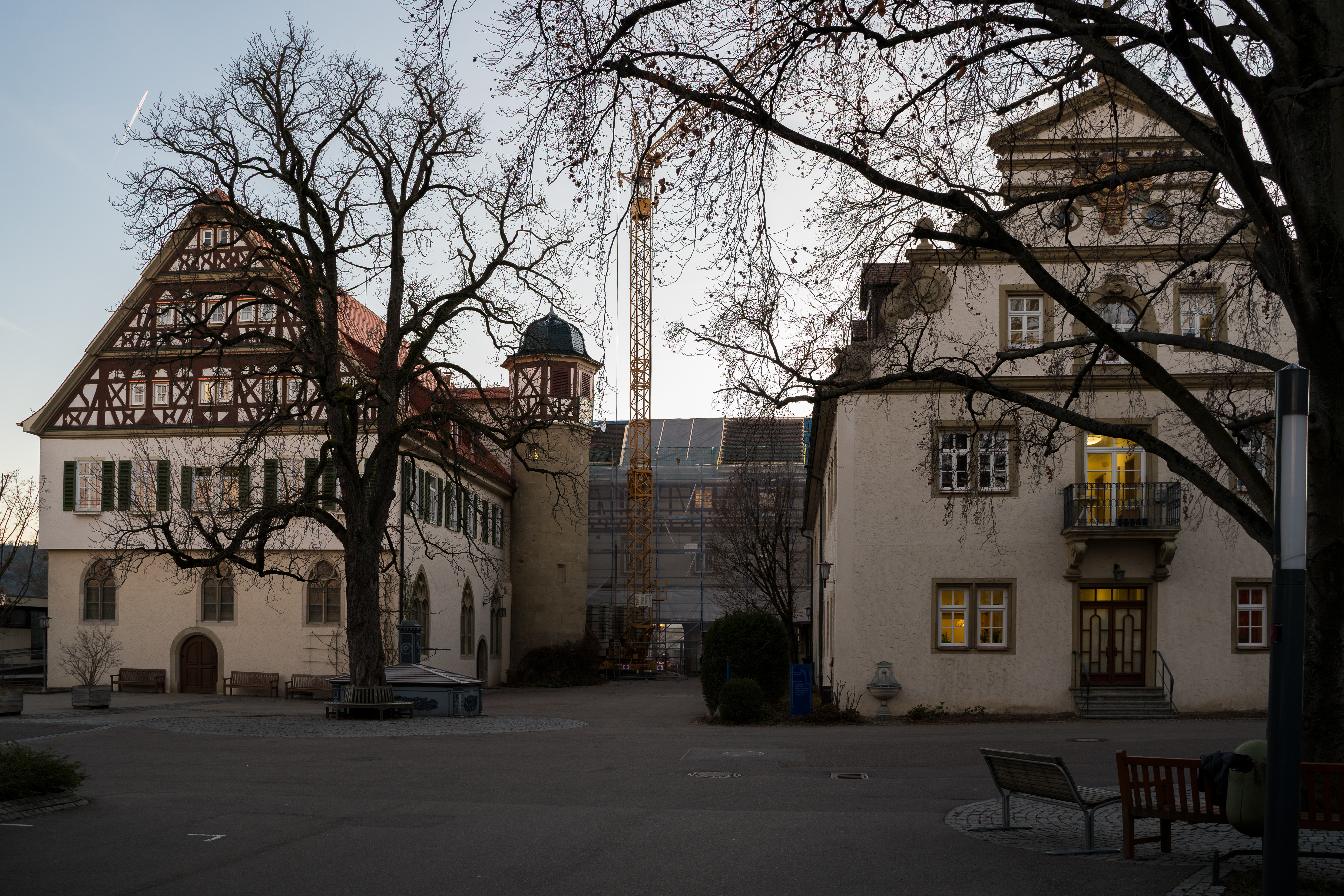
Schloss Stetten

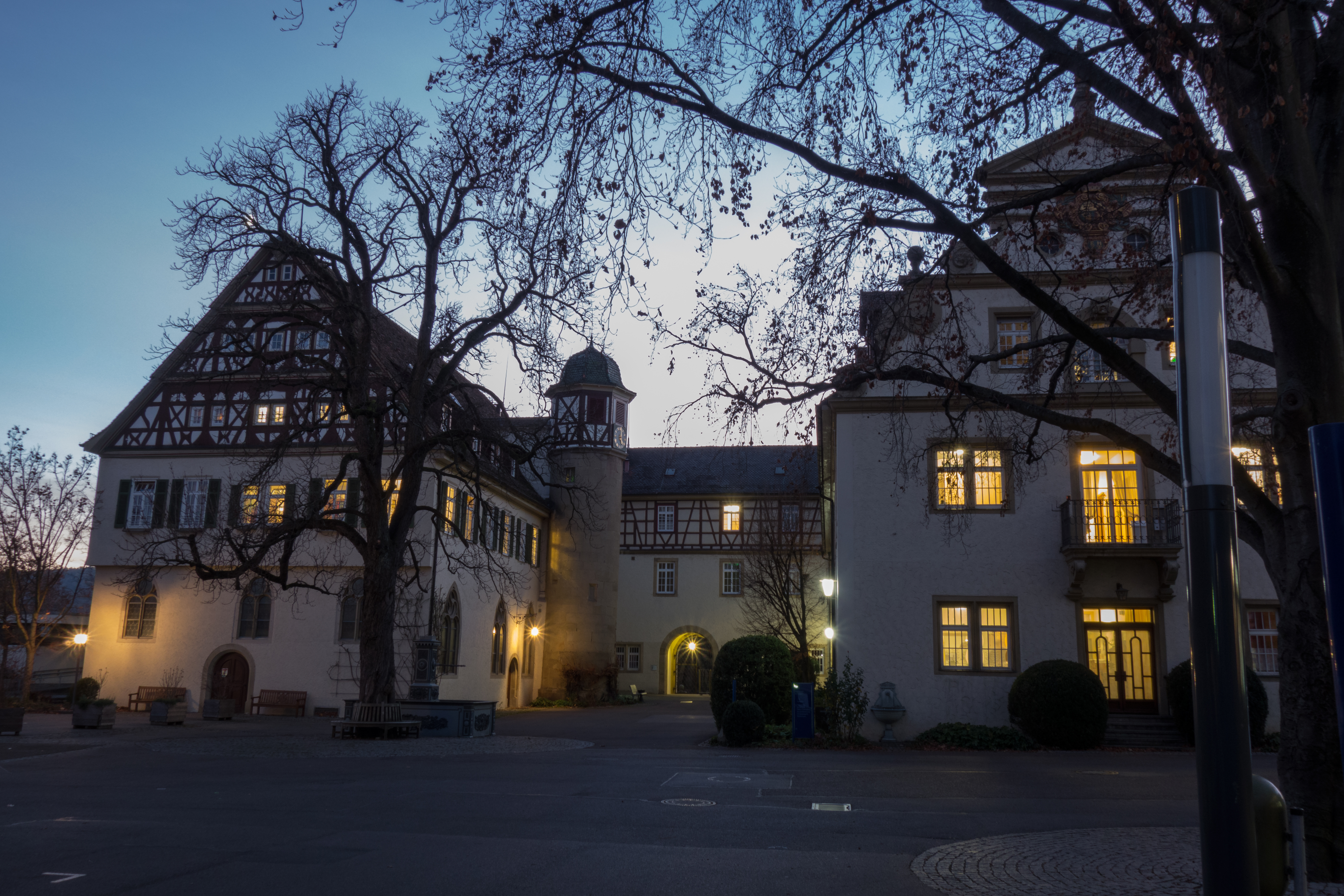
Schloss Stetten zur blauen Stunde

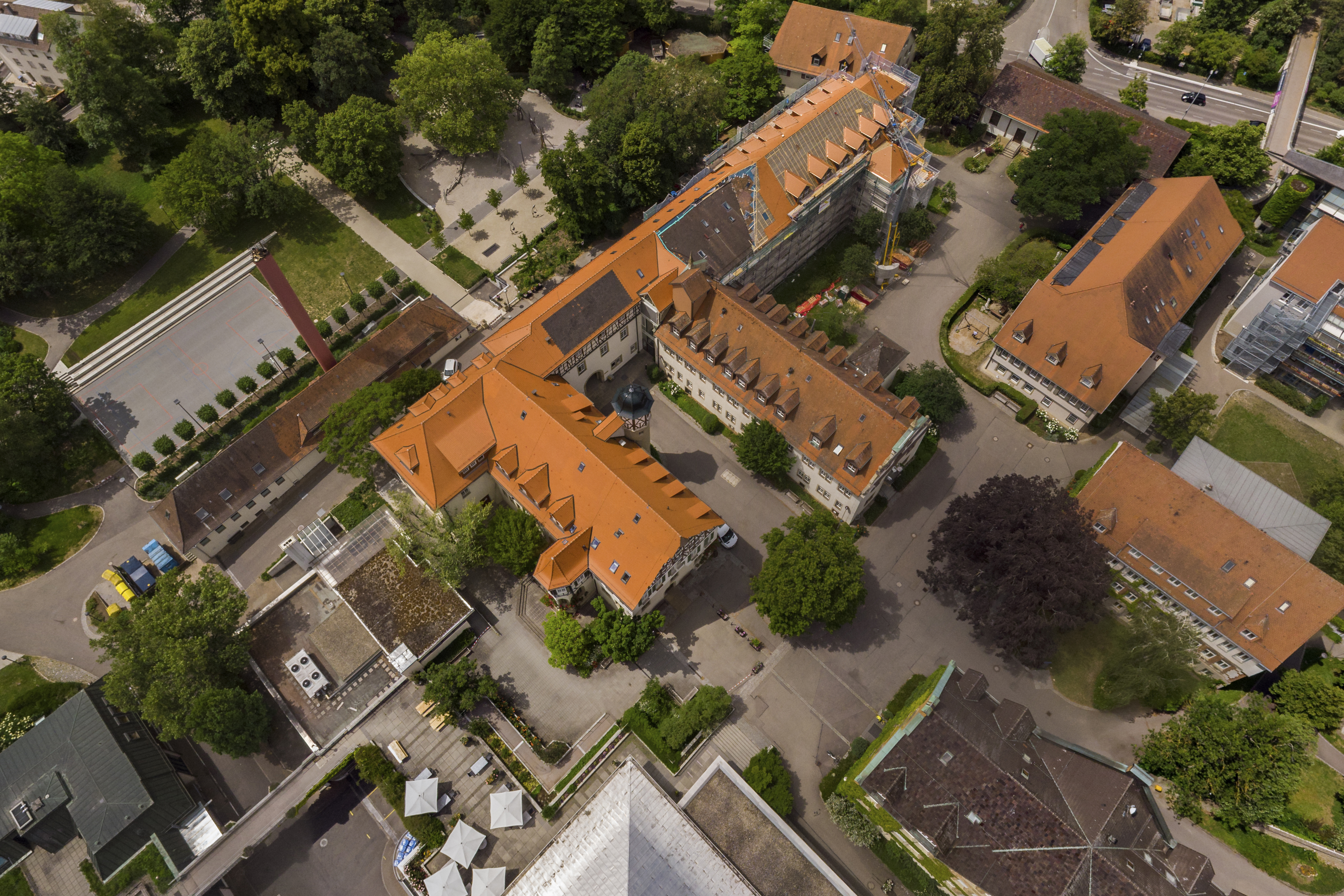
Schloss Stetten aus der Luft

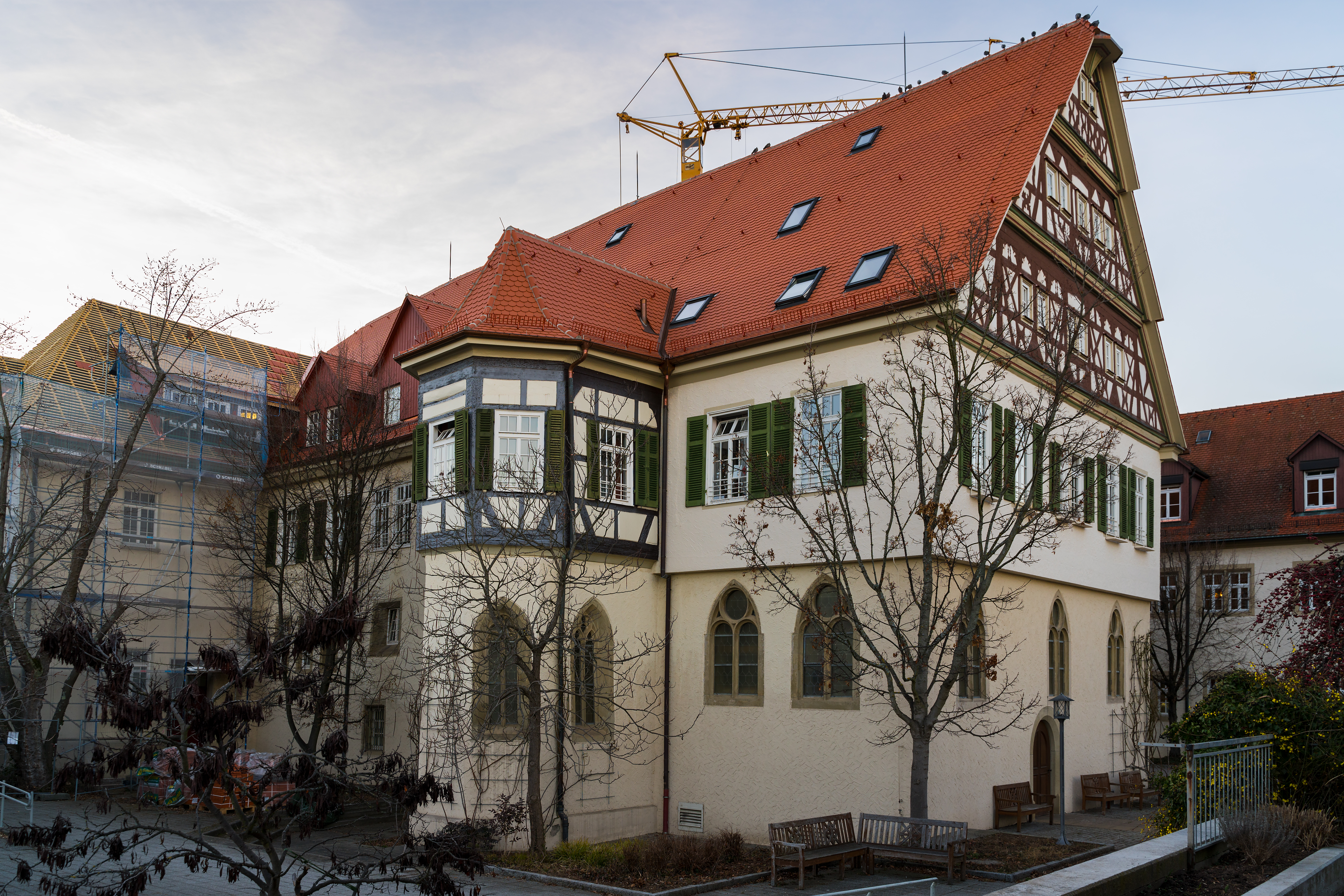
Bonn’scher Bau mit Kapelle

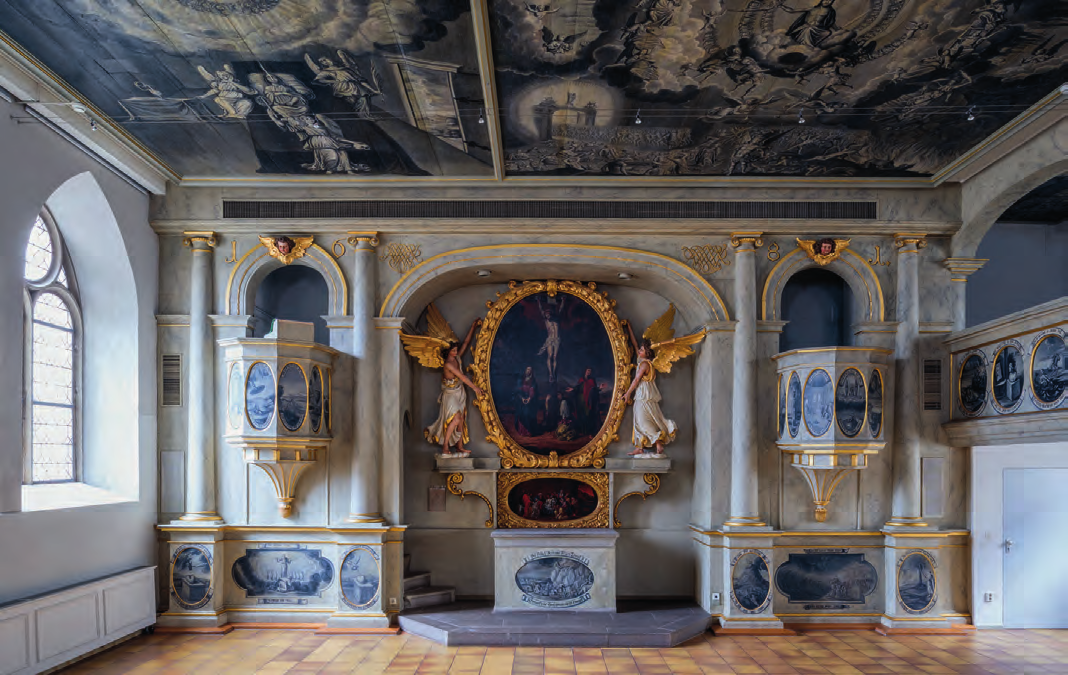
Innenansicht der Kapelle

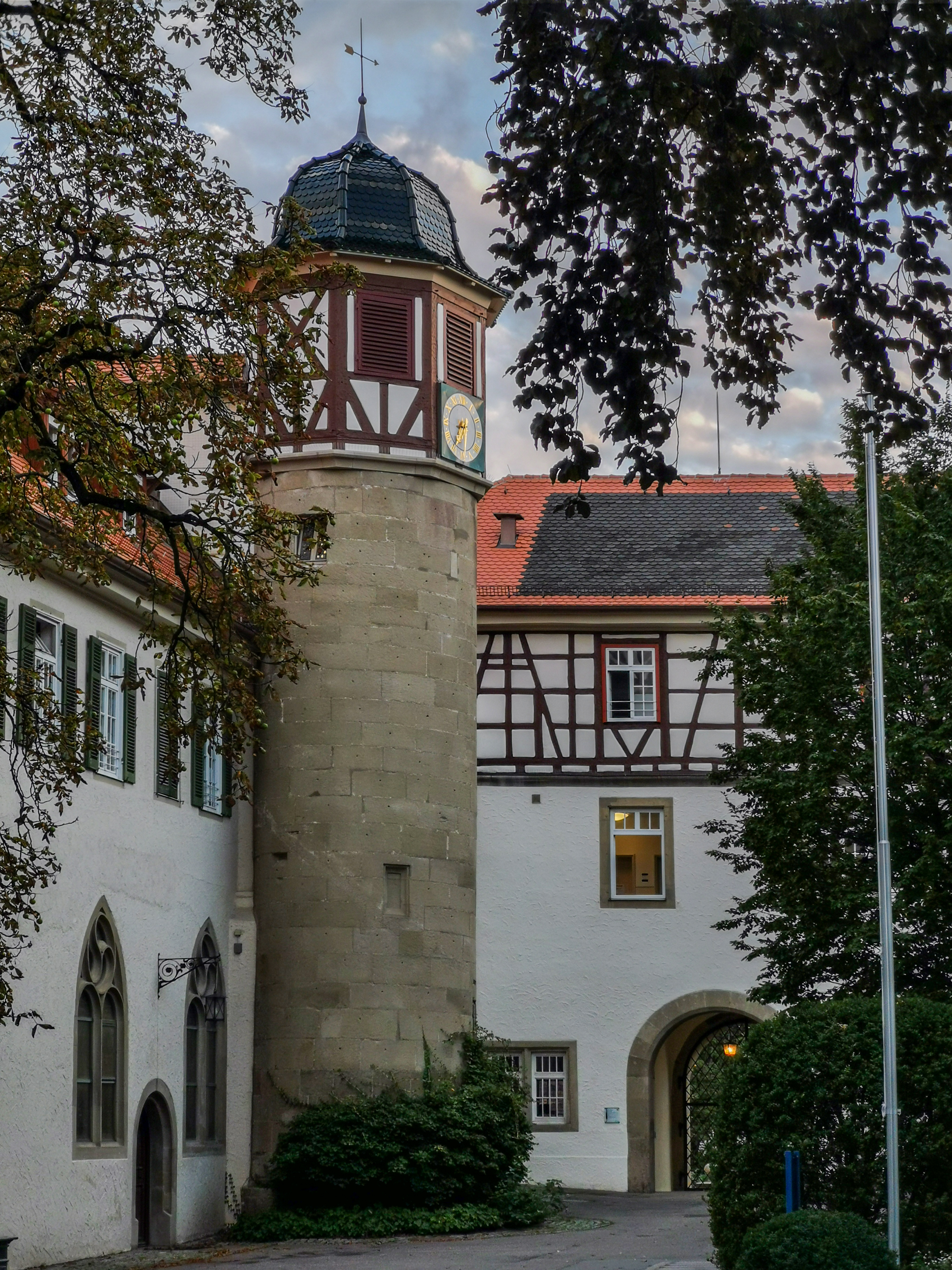
Treppenturm im Innenhof

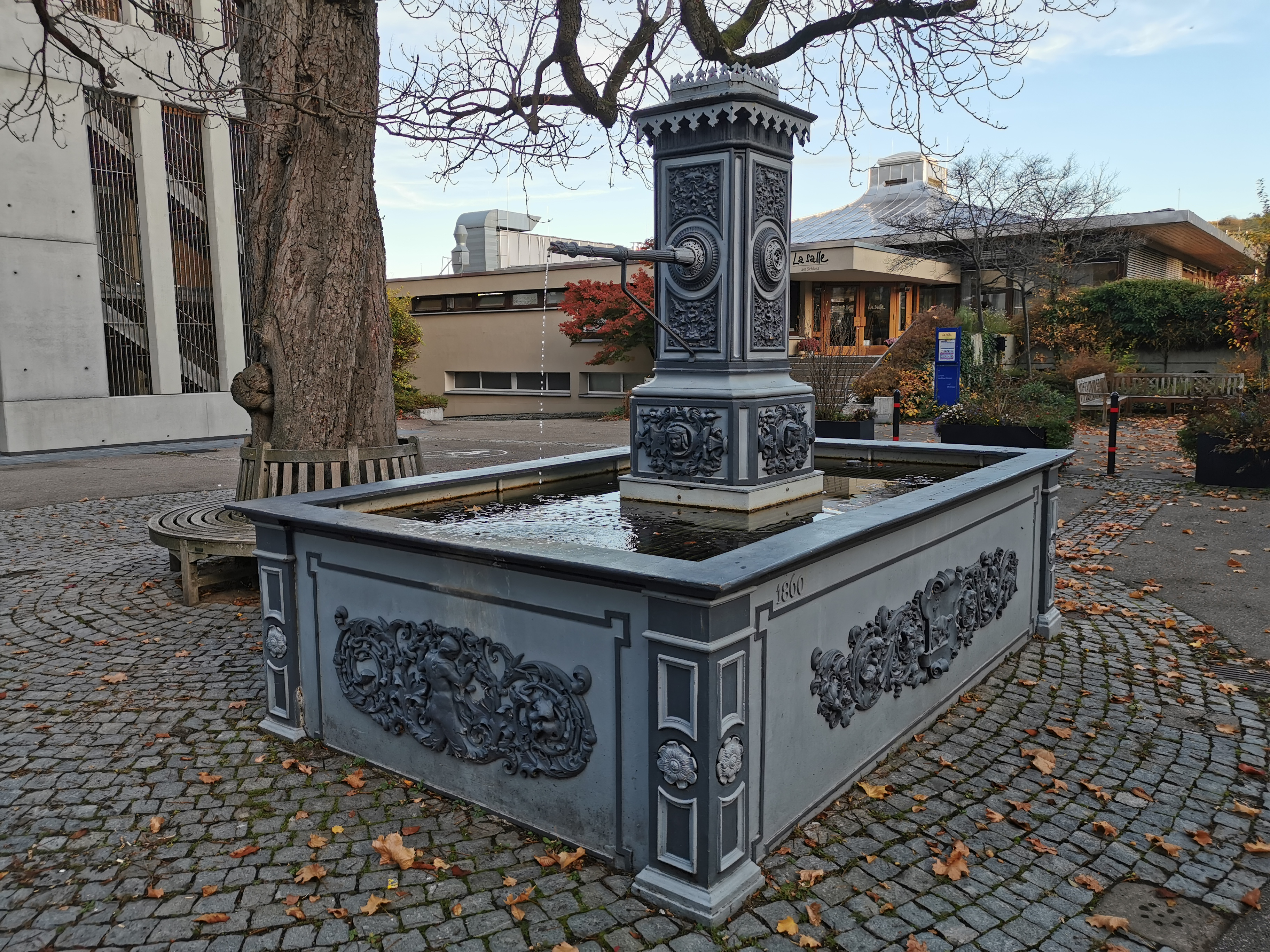
Brunnen im Innenhof

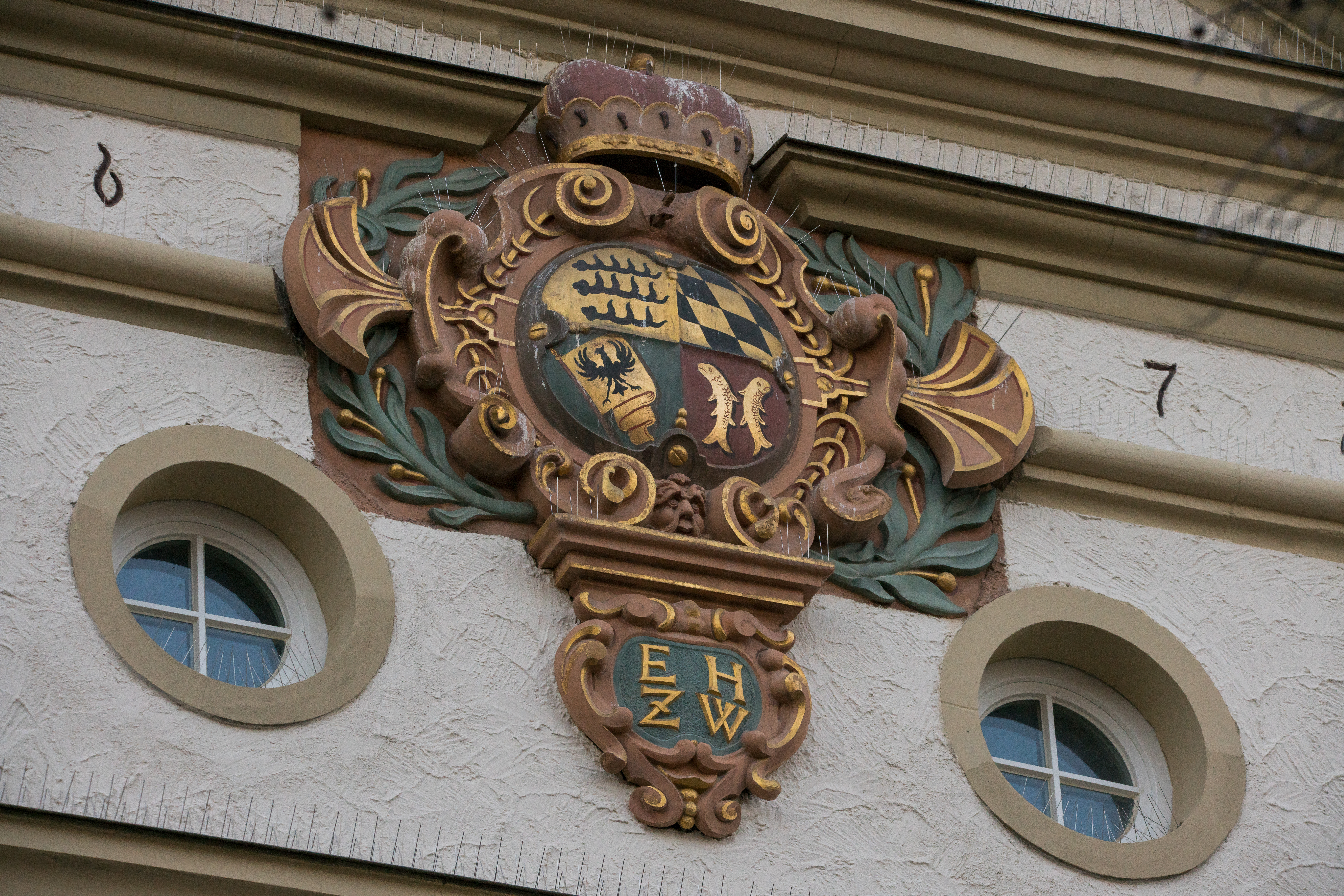
Wappen am Schloss

Das Schloss Stetten ist ein ehemaliges Schloss in der Schlossstraße 38 in Stetten und heute der Sitz der Diakonie Stetten. Es wurde hauptsächlich vom 16. bis zum 19. Jahrhundert errichtet und ausgebaut, basiert allerdings auf älteren Resten.

## Lage und Beschreibung
Das Schloss liegt im Zentrum Stettens und fällt durch seine Winkelhakenform auf. Im Südosten der Anlage liegt, von Südwesten nach Nordosten gerichtet, der Bonn’sche Bau. Er ist ein zweigeschossiges Gebäude mit hohem, massivem Erdgeschoss und verputztem Fachwerkobergeschoss. Unter dem Satteldach mit Schleppgauben befindet sich in nordöstlicher Richtung ein Giebel aus unverputztem Fachwerk. An der dem inneren Hof zugewandten Seite befindet sich ein runder Treppenturm aus Stein mit einem oktogonalen Fachwerk-Glockengeschoss und welscher Haube.
Der daran in rechtem Winkel nach Nordwesten angrenzende Liebenstein’sche Bau besteht aus zwei gemauerten sowie einem Fachwerkstock. Besonders ist das vom Innenhof in den Garten gehende Rundbogentor.
Der Eberhardinische Bau erstreckt sich über einen Verbindungsbau zwischen dem Mittelbau und dem Liebenstein’schen Bau von Südosten nach Nordwesten. Er hat zwei Geschosse unter Walmdach mit Dachgaube, das hofseitige Obergeschoss ist jedoch nur als Mezzanin ausgeprägt. An der nordwestlichen Querseite befindet sich ein viergeschossiger Anbau mit Walmdach, an der nordwestlichen Längsseite ist ein 3 ½ geschossiges Gebäude mit Pyramidendach angebaut.
Der Mittelbau liegt parallel zum Bonn’schen Bau und teilt den Hof in den inneren und den äußeren Hof. Der Mittelbau ist ein zweigeschossiges Gebäude mit Satteldach und Dachgauben. An der nordöstlichen Querseite befindet sich ein 1 ½ Geschosse hoher Volutengiebel mit bekrönendem Dreiecksgiebel und Obelisk. Im Halbgeschoss des Giebels ist ein Kreisfenster eingebaut, unter diesem lässt sich eine Wappen-Kartusche erkennen.

## Geschichte

### Bis 1507
Der von den Truchsessen von Stetten erbaute Vorgängerbau der Winkelhakenanlage, der aus zwei Steinhäusern bestand, wurde im Jahr 1241 erstmals erwähnt. Ein Haus stand an der Stelle des heutigen Liebenstein’schen Baus und diente als Empfangsgebäude, das andere anstelle des heutigen Zwischenbaus zwischen Bonn’schem Bau und Mittelbau und diente als Küchengebäude. In den Jahren 1384 bis 1387 wurde er von Wilhelm und Wolf von Stetten ausgebaut.

### Im Besitz der Thumb von Neuburg (1507–1664)
Die Anlage wurde 1507 von Konrad Thumb von Neuburg für 4000 Gulden von Hans Truchsess von Stetten erworben. Er ließ ein Jahr später das Kernstück des Schlosses, den Bonn’schen Bau, errichten. An der nördlichen Seite des Baus wurde 1516 ein heute noch bestehender Treppenturm gebaut. 1580 ließ Hans Konrad Thumb II. unter dem Bonn’schen Bau einen Keller errichten. Vier Jahre später baute er im rechten Winkel zum Bonn’schen Bau ein weiteres Schlossgebäude, den Liebenstein’schen Bau, an. Johann Friedrich Thumb vererbte 1645 dem kaiserlichen Quartiermeister Johann Jakob Bonn und Philipp Konrad von Liebenstein, die mit den beiden Erbtöchtern verheiratet waren, je die Hälfte des Schlosses. Von ihnen rühren auch die Namen der Flügelbauten.

### Unter der Herrschaft Württembergs (1664–1830)
1664 und 1666 gelangte der Liebenstein’sche bzw. der Bonn’sche Teil des Schlosses und der Ortschaft in den Besitz der Herzöge von Württemberg. Zur Hochzeit mit Wilhelm Ludwig von Württemberg erhielt Magdalena Sibylla von Hessen-Darmstadt 1673 Stetten als Brautgabe. Das Schloss wurde damals von Herzog Eberhard III. um den Mittelbau erweitert. Nach dem Tod Wilhelm Ludwigs 1677 nutzte Magdalena Sibylla das Schloss als Witwensitz, in dem sie von März bis Oktober lebte. Das restliche Jahr verbrachte sie in Kirchheim unter Teck, wo sich der eigentliche württembergische Witwensitz befand. Schon 1679 ließ sie in der Dürnitz des Bonn’schen Baus von Baumeister Matthias Weiß, der dann 1698 auch die St.-Veits-Kirche in Stetten neu errichtete, eine Kapelle in der Bauform einer Querkirche unter Einbeziehung eines Chors auf der Südostseite einbauen. 1692 entstand im Erdgeschoss des Mittelbaus der Sommersaal unter der Leitung von Andreas Schmutzer mit Wandmalereien von Paul Etschmann. 1722 ließ Herzog Eberhard Ludwig für seine Mätresse Wilhelmine von Grävenitz, die schon seit 1712 und bis 1733 in Stetten lebte, einen weiteren Bau hinzufügen, der deshalb Eberhardinischer Bau genannt wird. Dieser Teil des Schlosses wurde wahrscheinlich vom Hofbaumeister Donato Giuseppe Frisoni errichtet. Nach dem Tod Eberhard Ludwigs befand sich das Schloss im Besitz seiner Witwe Johanna Elisabeth, die 1745 den Wintersaal anbauen ließ. Ebenfalls 1745 wurde ein Zwischenbau zwischen Bonn’schem und Mittelbau errichtet, da diese davor nur durch einen Söller verbunden waren. Von 1810 bis zu seinem Tod 1830 war das Schloss Wohnsitz von Wilhelm Friedrich Philipp von Württemberg, Bruder des ersten Königs Friedrich. 1826 wurde der See, der das Schloss bis dahin von zwei Seiten umgab, zugeschüttet.

### Von 1830 bis heute
1831 kam im Schloss ein Realgymnasium mit Internat unter, in dessen Zuge auch 1832 eine Aufstockung des Eberhardinischen Baus um ein Stockwerk vorgenommen wurde. Wegen mangelnder Nachfrage wurde die Schule jedoch 1852 geschlossen. Ab 1852 befanden sich in einigen Räumen für kurze Zeit das Kameral- und Forstamt sowie eine Strohhutfabrik. Im Mai 1864 wurde die „Heil- und Pflegeanstalt für schwachsinnige Kinder“, die sich zuvor in Winterbach befunden hatte, in das Schloss verlegt. Im Jahre 1927 wurde südöstlich des Bonn’schen Baus ein Anbau gebaut. Während des Zweiten Weltkriegs musste die Pflegeanstalt jedoch wieder ausziehen: bis 1943 diente das Schloss erst als Unterbringungsmöglichkeit für Bukowinadeutsche, später als Unteroffiziersvorschule der Luftwaffe. Ab Herbst 1943 war das Schloss Ausweichskrankenhaus der Stadt Stuttgart. Nach dem Weltkrieg, ab 1952 war das Schloss wieder Sitz der „Heil- und Pflegeanstalt für Schwachsinnige und Epileptische“, aus der die heutige Einrichtung der Diakonie hervorging. 1960 bis 1962 wurde an den Eberhardinischen Bau hofseits ein Anbau errichtet, außerdem wurde der Winkel zwischen Eberhardinischem, Liebenstein’schem und Mittelbau erneuert.

Historische Ansichten
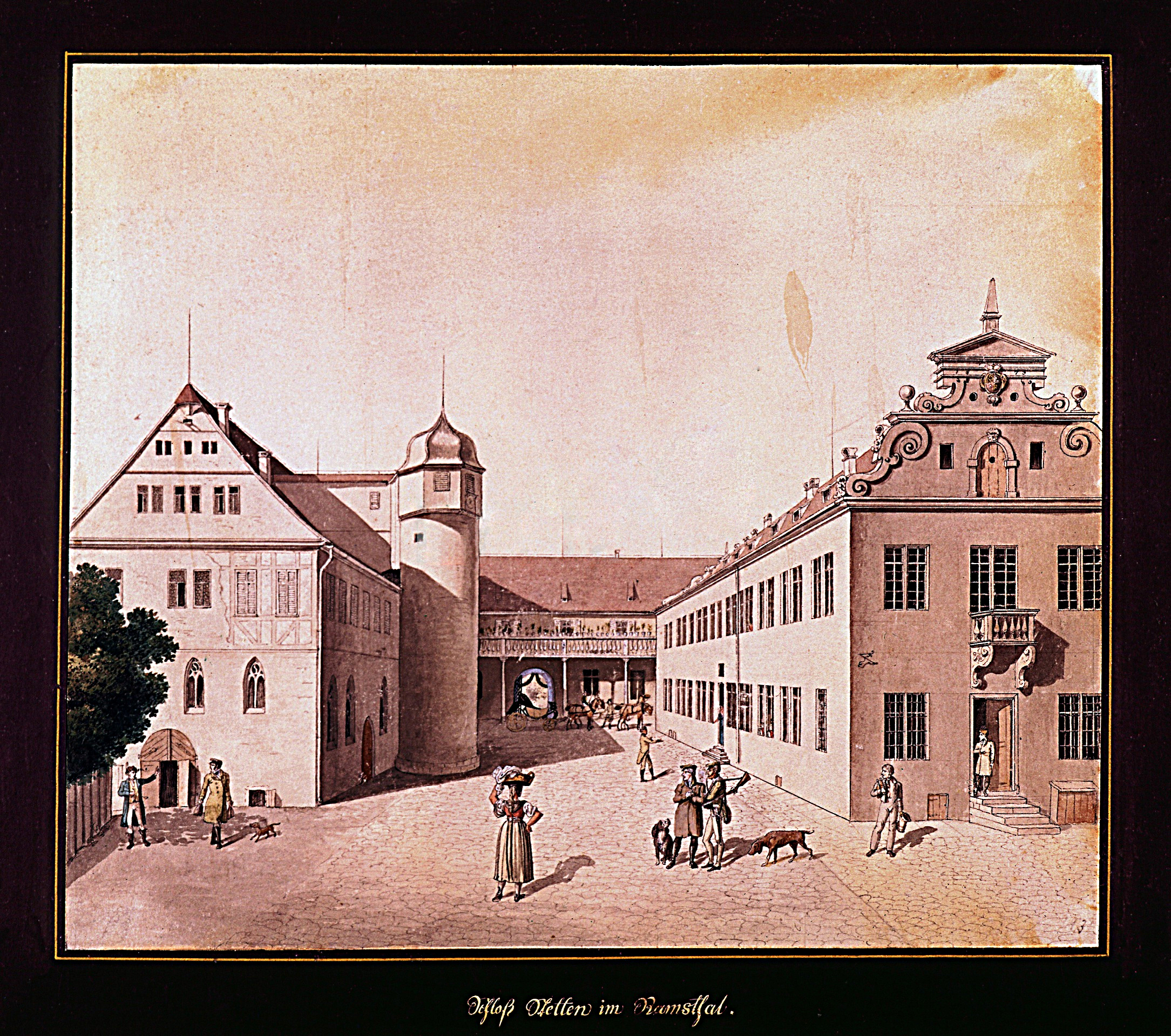
Aquarell um 1800
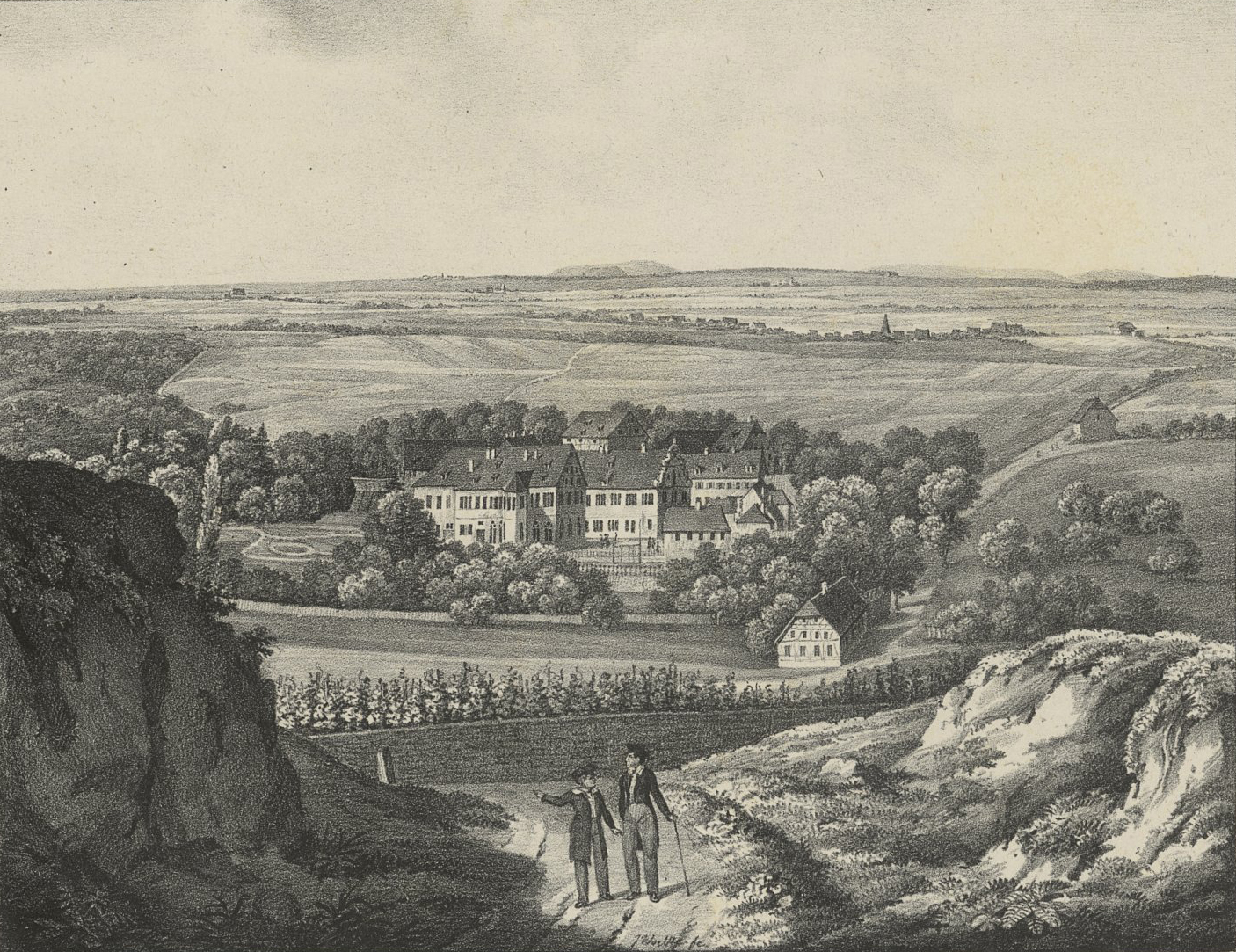
Um 1830
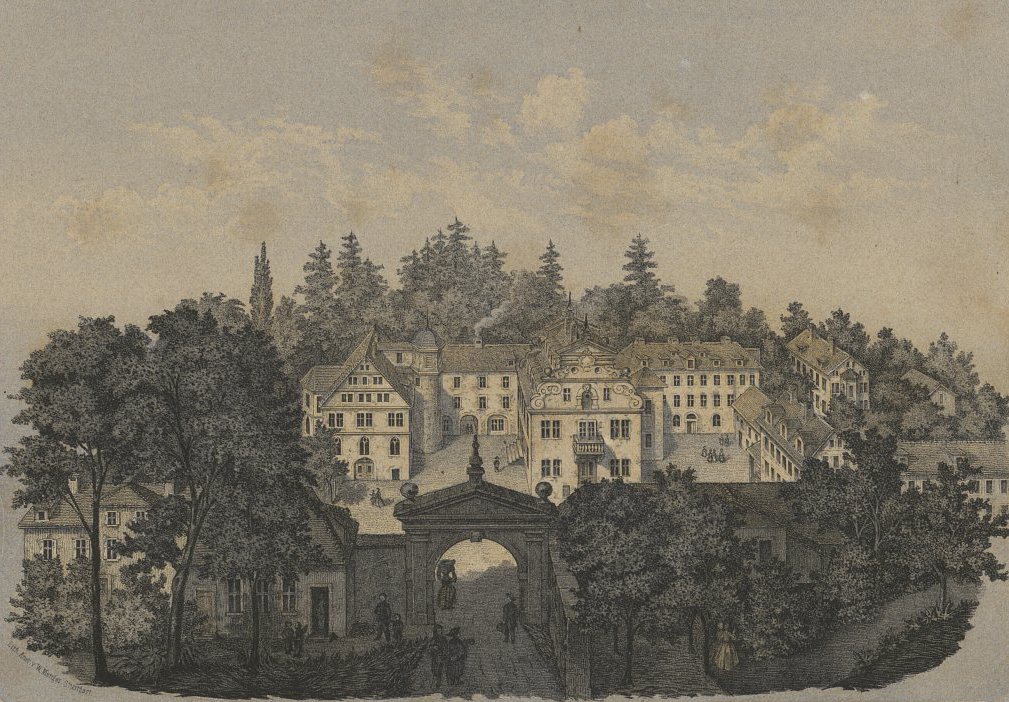
Um 1860
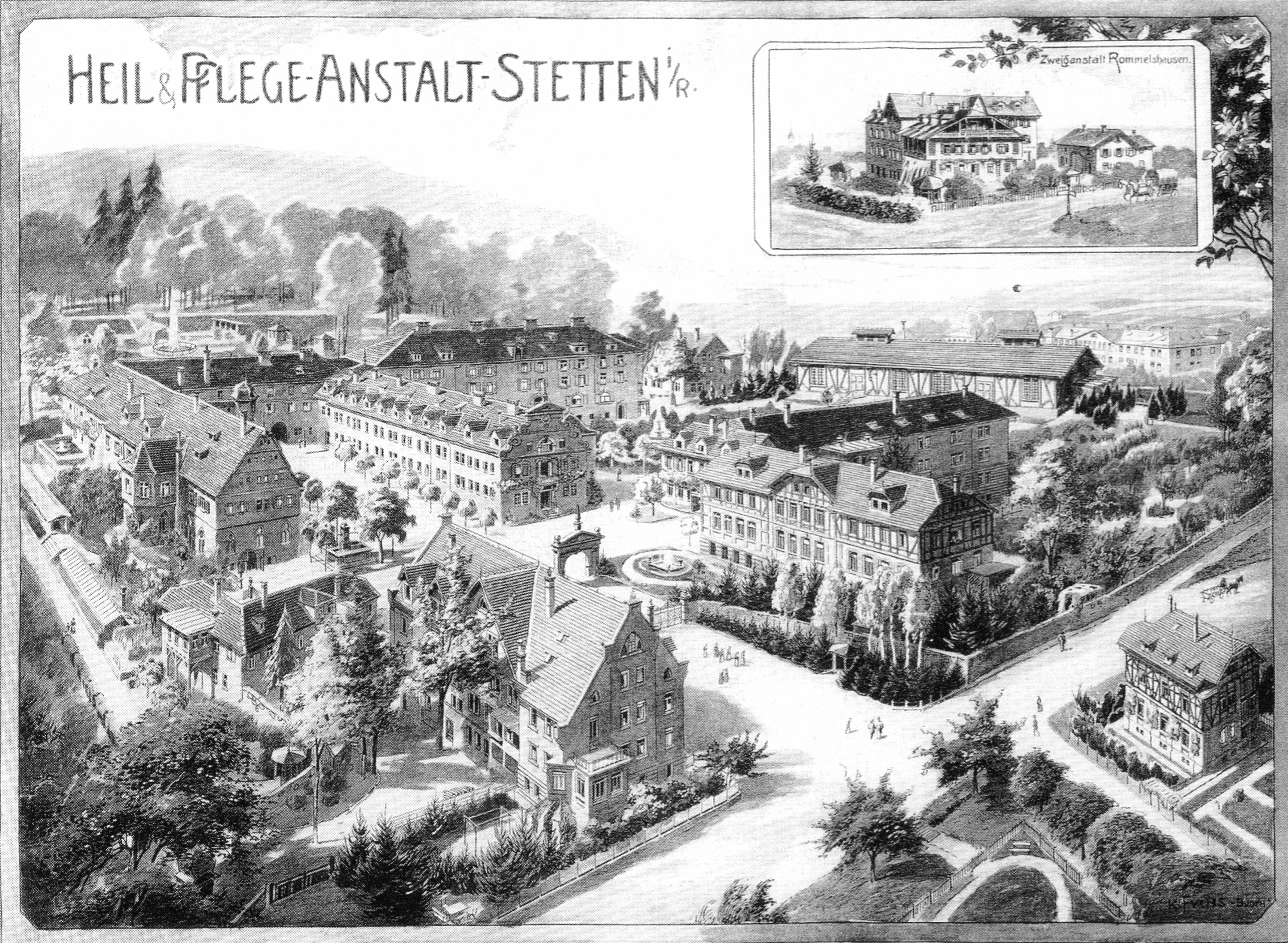
Um 1900
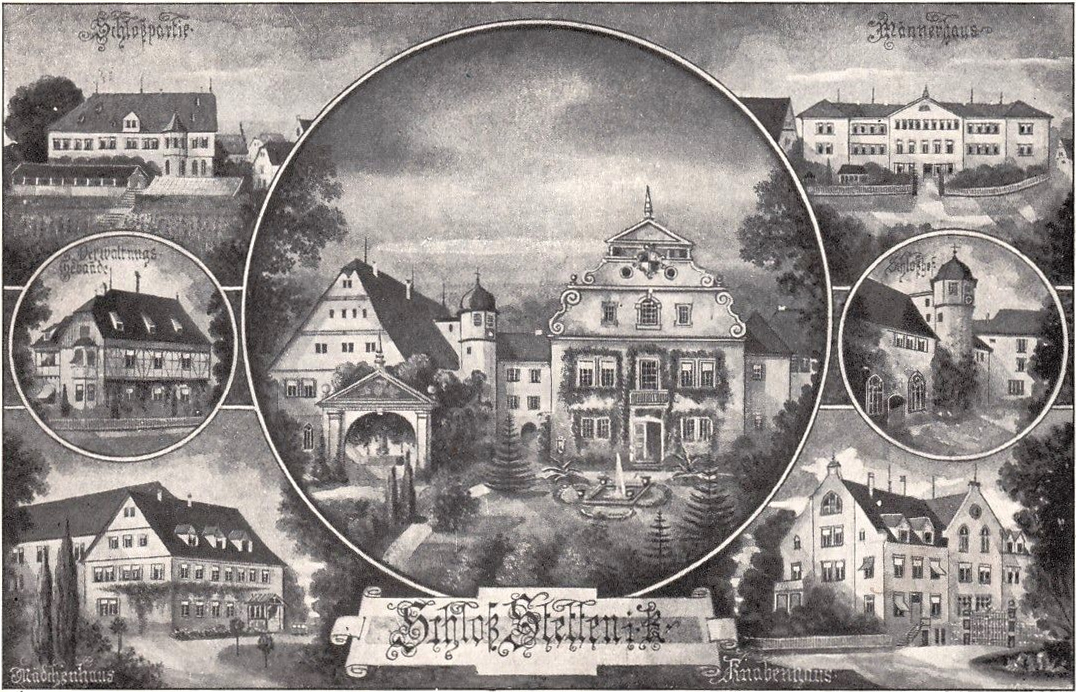
Ansichtskarte um 1925
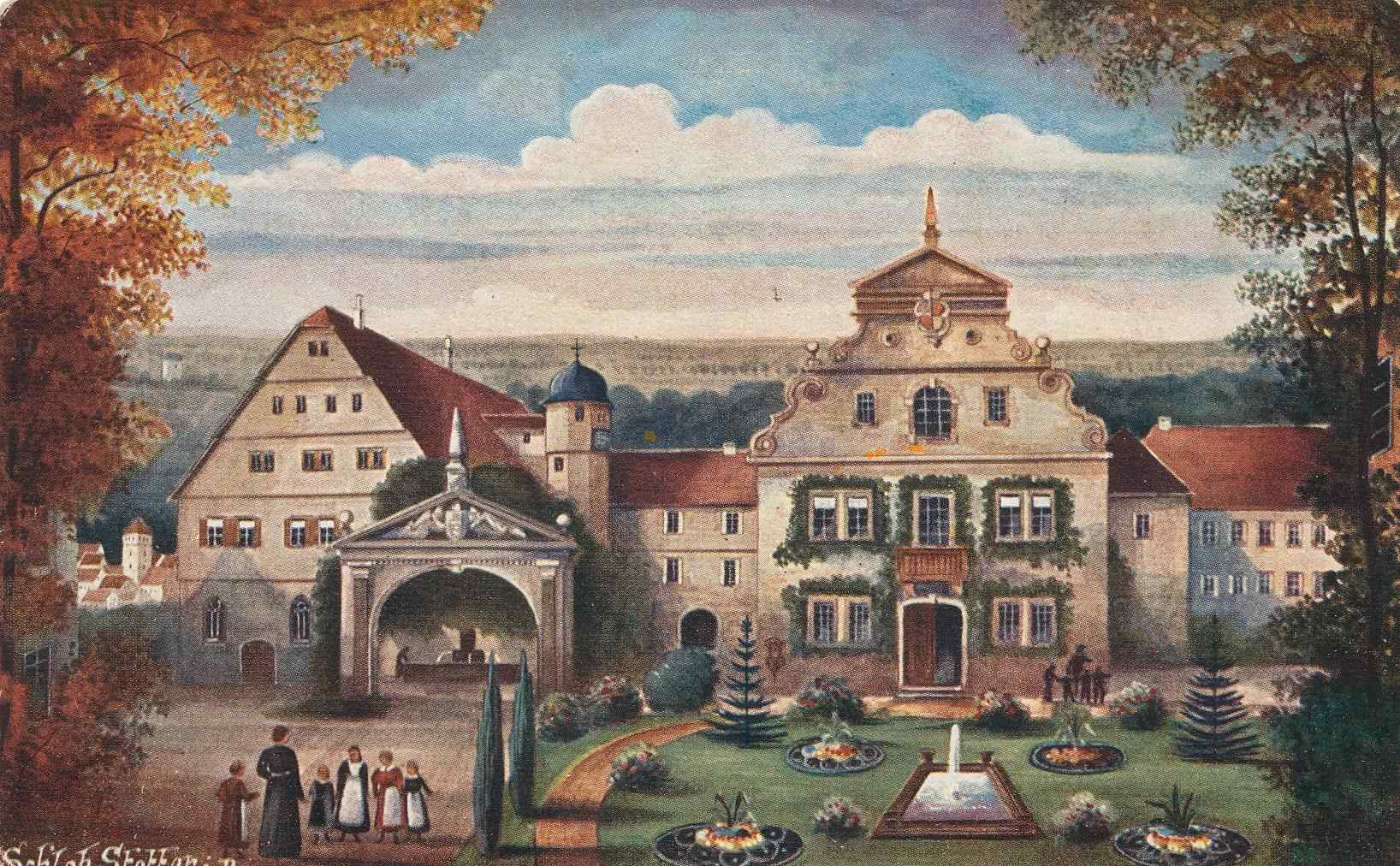
Historische Ansichtskarte